# Laurus novocanariensis

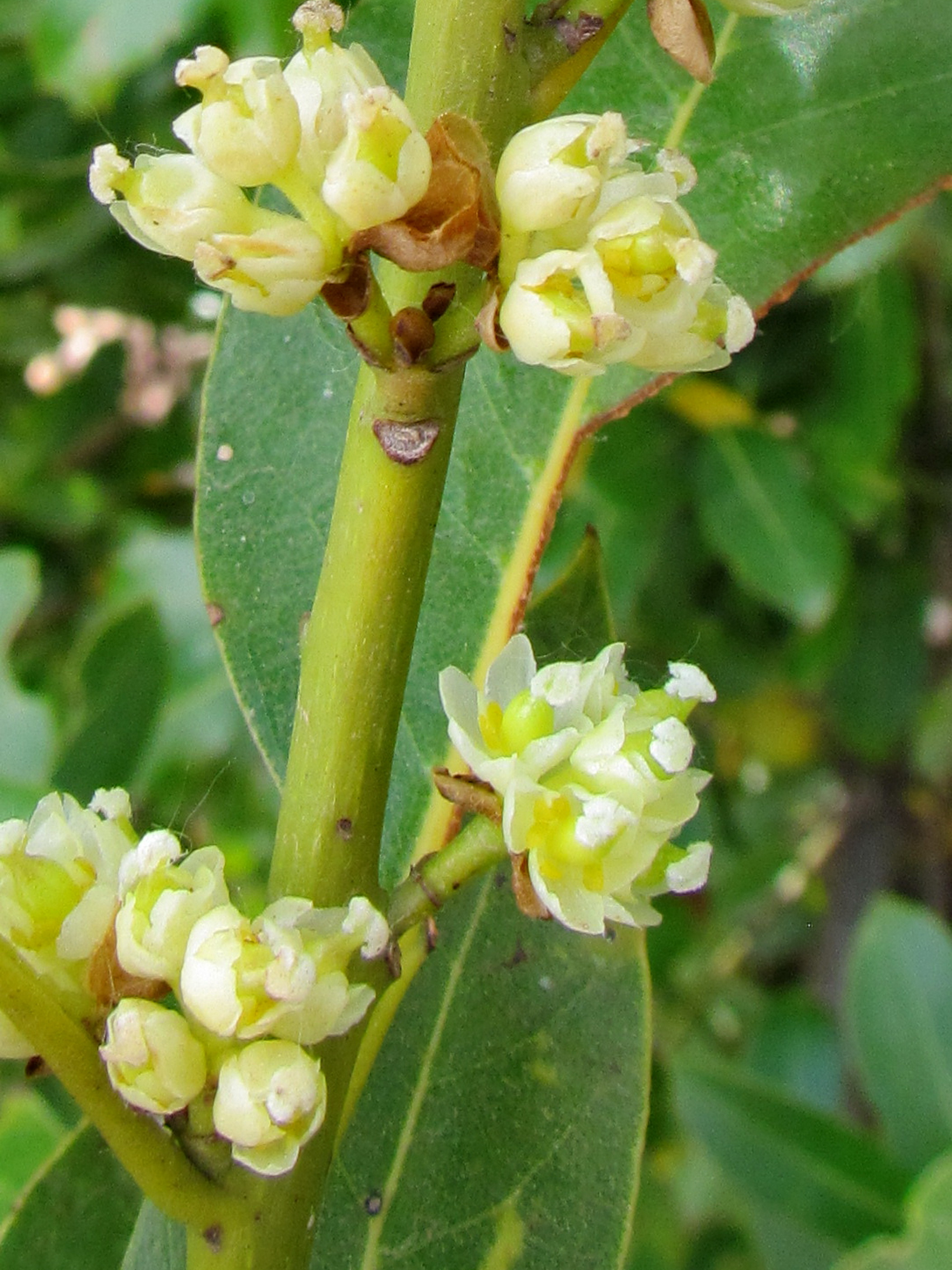
Flors

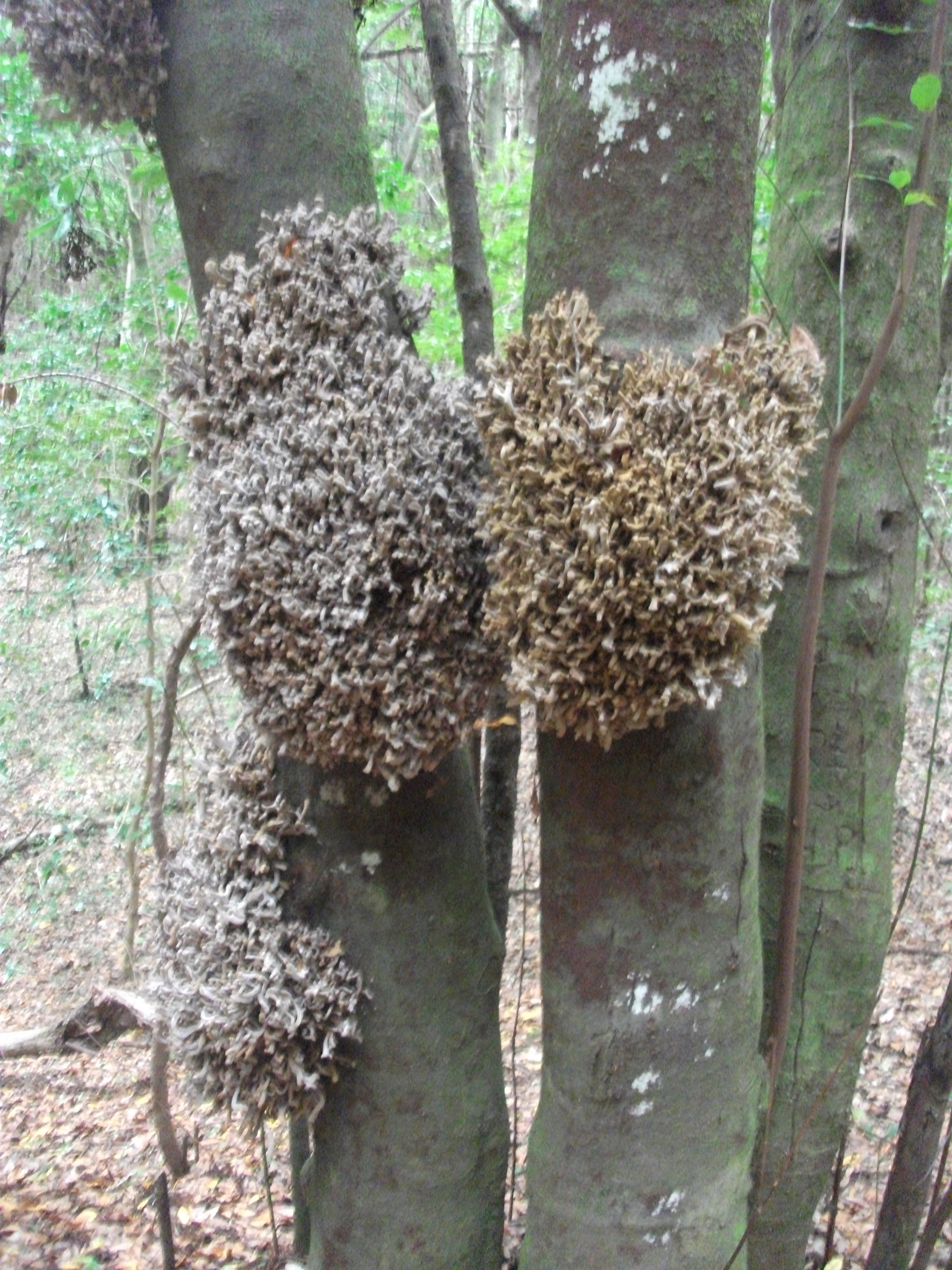
Llorer parasitat pel fong Laurobasidium lauri

Laurus novocanariensis és una espècie de planta de la família de les lauràcies. És nativa dels boscos de laurisilva de Madeira i les Illes Canàries, juntament amb Persea barbujana i Ocotea foetens. Fins a l'any 2004 es considerava que era la mateixa espècie que Laurus azorica, que està en perill d'extinció. S'han trobat moltes diferències en termes genètics, morfològics i fisiològics entre ambdues.
Es tracta d'un arbre de fins a 20 m d'alçada i molt ramificat, de copa bastant densa, amb tronc i branques de verd a gris; els brots són de color castany. Fulles de 5 a 17 cm peciolades i en disposició alterna de formes variables: ovades, oblongues, el·líptiques, lanceolades... i coriàcies, de color verd intens i brillant, més pel feix que pel revés. Les fulles posseeixen glàndules petites a les axil·les del raquis i dels nervis laterals. Als troncs d'aquesta espècie és comú trobar les agalles, resultants de l'acció d'un fong específic (Laurobasidium laurii).
Les flors són petites, unisexuades, blanquinoses, i disposades a cimes axil·lars. Es tracta d'una espècie dioica, és a dir, hi ha individus femenins les flors dels quals són les que porten fruit, el qual és com una oliva, ovoide, d'1-1,5 cm, verd a negre en madurar; i exemplars masculins les flors dels quals es caracteritzen per tenir molts estams però no produeixen fruit. Floreix de novembre a abril. Pel fet que és una planta dioica, per a què la llavor quedi fertilitzada i sigui viable cal que es trobin en una mateixa població exemplars masculins i femenins.

## Taxonomia
Laurus novocanariensis va ser descrita per Rivas Mart., Lousâ, Fern.Prieto, E.Díaz, J.C.Costa i C.Aguiar i publicada a Itinera Geobotanica 15: 703 2002.

### Etimologia
- Laurus: nom antic del "llorer".
- novocanariensis: epítet que fa referència al nou nom amb què es coneix aquesta espècie, anteriorment considerada com a Laurus azorica.

### Citologia
Nombre de cromosomes de Laurus novocanariensis i tàxons infraespecífics: 2n=36.